# ピアーズ・モーガン
ピアーズ・モーガン（Piers Stefan Pughe-Morgan [pɪərs] ; 出生姓O'Meara、1965年3月30日 - ）は、イギリスのジャーナリスト、作家、テレビパーソナリティ。

## 概要
モーガンは、大学在学中の1985年にキャリアをスタートし、英国のタブロイド紙の記者や編集者として、ザ・サン、ニュース・オブ・ザ・ワールドおよびデイリー・ミラーで活動した。1994年、彼は29歳という若さでルパート・マードックによってニュース・オブ・ザ・ワールドの編集長に任命され、過去半世紀で英国の全国紙の最年少編集者になった。2006年から2007年まで、彼は、First Newsの編集ディレクターだった。テレビでは、モーガンは自身のトークショーを開催しており、Piers Morgan's Life Stories（2009年から2021年）とPiers Morgan Live（2011年から2014年）、ITVブレックファストの番組『グッド・モーニング・ブリテン』（2015年から2021年）でスザンナ・リードと共演。また、ブリテンズ・ゴット・タレントといったタレント発掘番組で審査員も務め、知名度を高めた 。2008年に、彼はCelebrity Apprenticeの第7シーズンで優勝した。さらに、モーガンは4巻の回想録を含む計8冊の本を書いている。
デイリーミラーの編集長だった際、同紙はニューズ・インターナショナル電話盗聴スキャンダルに関係していた。 2011年、モーガンは電話をハッキングしたことや、ハッキングから得られた情報を公開したことを否定した。翌年、彼はBrian Leveson議長によるレベソン調査（Leveson Inquiry）の結果、電話ハッキングについてのモーガンの証言でなされたコメントは「まったく説得力がない」とされ、「それがマスコミで行われていることを知っていた」と批判された。全体として、彼はそれについて冗談を言う準備ができていた犯罪行為に十分に当惑していなかった」と語った。モーガンの率直な意見とグッドモーニングブリテンに関する物議を醸すコメントは、Ofcomに記録的な数の苦情をもたらした 。2021年3月9日、ITVは前々日に放送されたOprah with Meghan and Harryというインタビュー番組についてのメーガン (サセックス公爵夫人)に対するコメントを受けて、モーガンを直ちに解雇したと発表した 。